# Tureholm
Tureholm è un'area urbana della Svezia situata nel comune di Ekerö, contea di Stoccolma.
La popolazione stimata nel censimento 2010 era di 260 abitanti .